# Setodes kugleri
Setodes kugleri är en nattsländeart som beskrevs av Lazar Botosaneanu och Gasith 1971. Setodes kugleri ingår i släktet Setodes och familjen långhornssländor. Inga underarter finns listade i Catalogue of Life.